# Station météorologique de la Caravelle
La station météorologique de la Caravelle est une station météorologique de Martinique située à la pointe la plus au large de la presqu'île de la Caravelle, face à l'îlet Lapin.

## Histoire
La station est établie en 1939 pour surveiller les cyclones topicaux. Autrefois habitée en permanence dans les périodes cycloniques, elle est entièrement automatisée à la fin des années 1990 et les bâtiments sont de nos jours désaffectés.

## Climat
| Mois                                  | jan.         | fév.        | mars        | avril     | mai          | juin        | jui.         | août         | sep.         | oct.         | nov.         | déc.         | année              |
| ------------------------------------- | ------------ | ----------- | ----------- | --------- | ------------ | ----------- | ------------ | ------------ | ------------ | ------------ | ------------ | ------------ | ------------------ |
| Température minimale moyenne (°C)     | 23,9         | 23,7        | 24,3        | 24,8      | 25,6         | 25,7        | 25,7         | 25,9         | 25,9         | 25,6         | 25,2         | 24,6         | 25,1               |
| Température maximale moyenne (°C)     | 27,2         | 27,3        | 27,9        | 28,6      | 29,2         | 29,2        | 29,4         | 30,4         | 30,7         | 30           | 28,9         | 27,9         | 28,9               |
| Record de froid (°C) date du record   | 20,1 17-2000 | 20,6 6-1999 | 21 29-2004  | 21 3-2001 | 22,2 1-2000  | 22 17-2002  | 22 7-2022    | 22,5 22-2021 | 22,2 3-1999  | 22,5 29-2018 | 21,7 29-2016 | 21,3 30-2003 | 20,1 17 janv. 2000 |
| Record de chaleur (°C) date du record | 32 25-2020   | 31,6 5-2019 | 33,7 4-2018 | 33 2-1998 | 33,1 19-2005 | 32,5 1-1999 | 33,1 21-2017 | 35 30-2004   | 35,8 14-2019 | 34,2 17-2021 | 33,2 21-2019 | 32,1 15-2020 | 35,8 14 sept. 2019 |
| Précipitations (mm)                   | 10,9         | 71,9        | 8,2         | 30,5      | 41,5         | 42,5        | 56,2         | 42,1         | 61,8         | 67,6         | 93,5         | 28,6         | 555,1              |

## Galerie

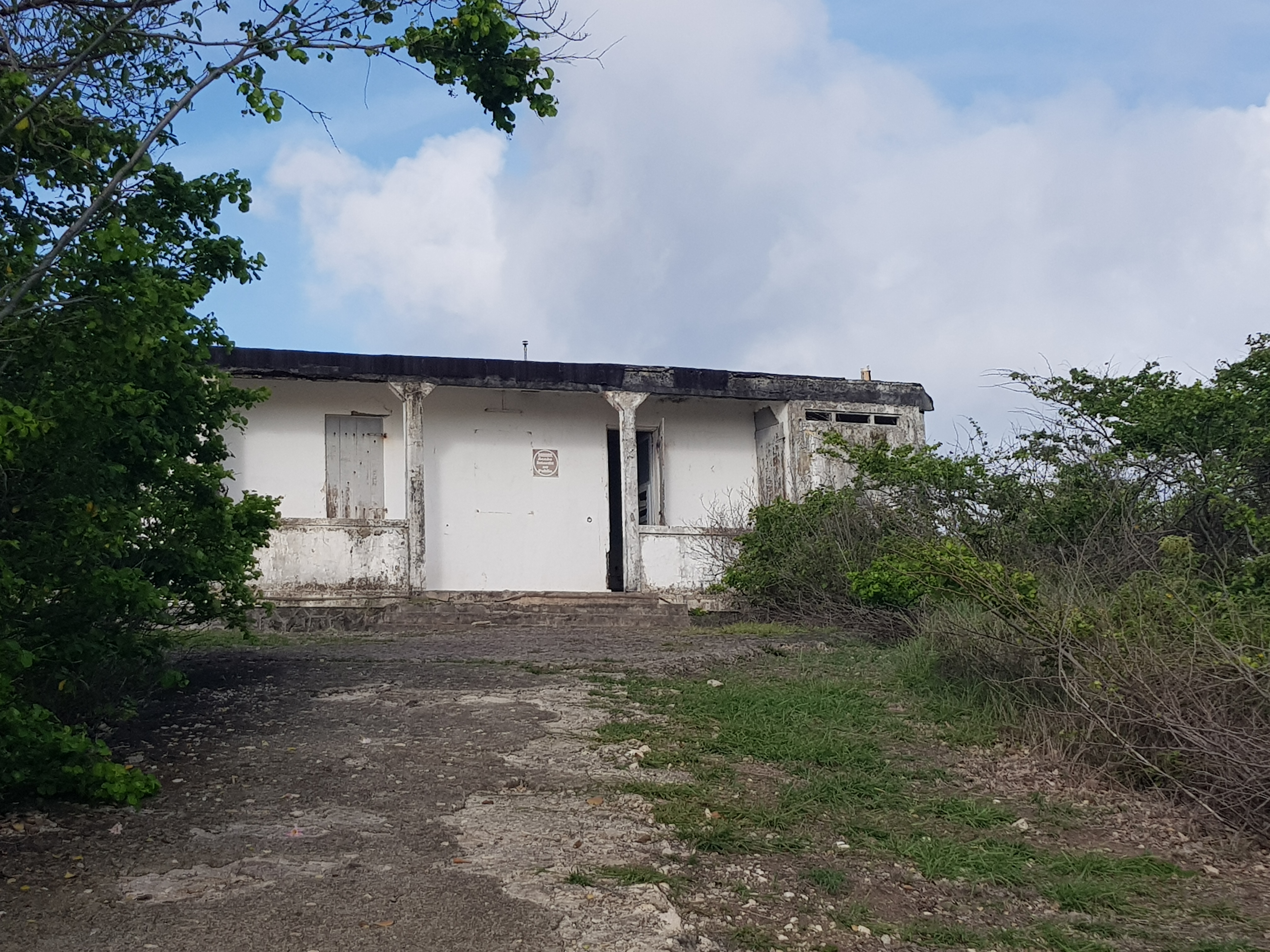
Bâtiment principal désaffecté de la station.
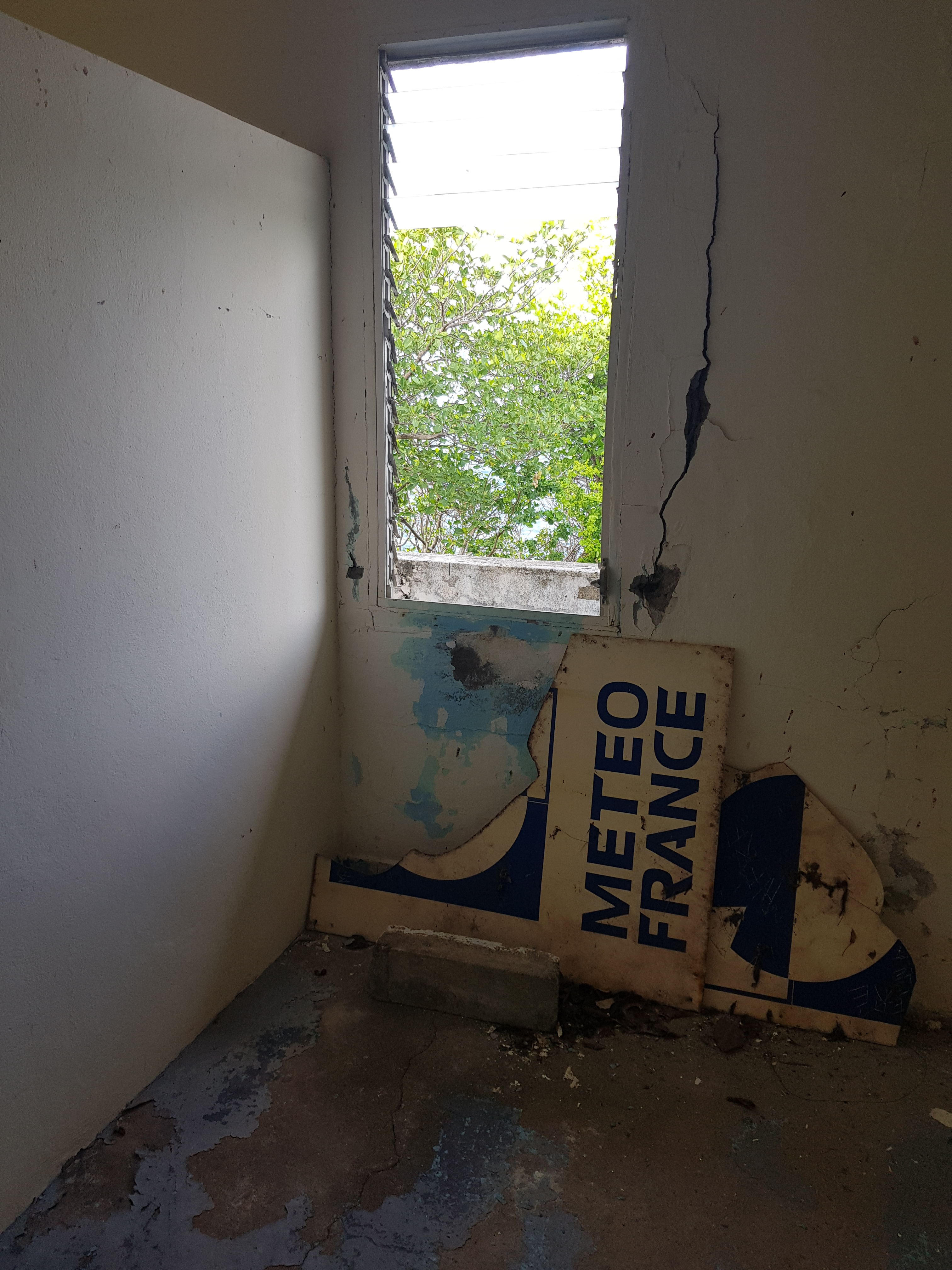
Intérieur du bâtiment désaffecté.
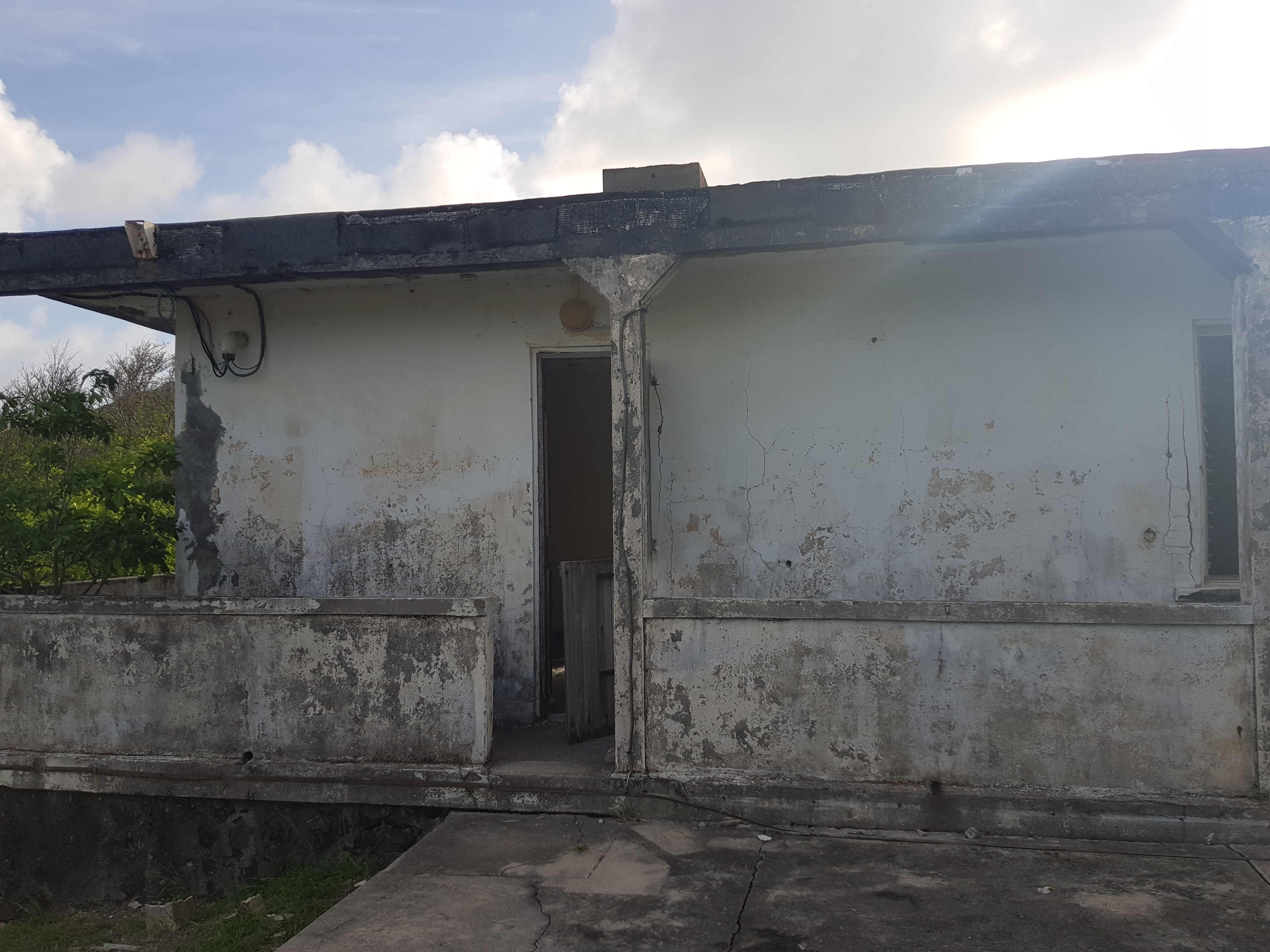
Station vue de l'arrière.
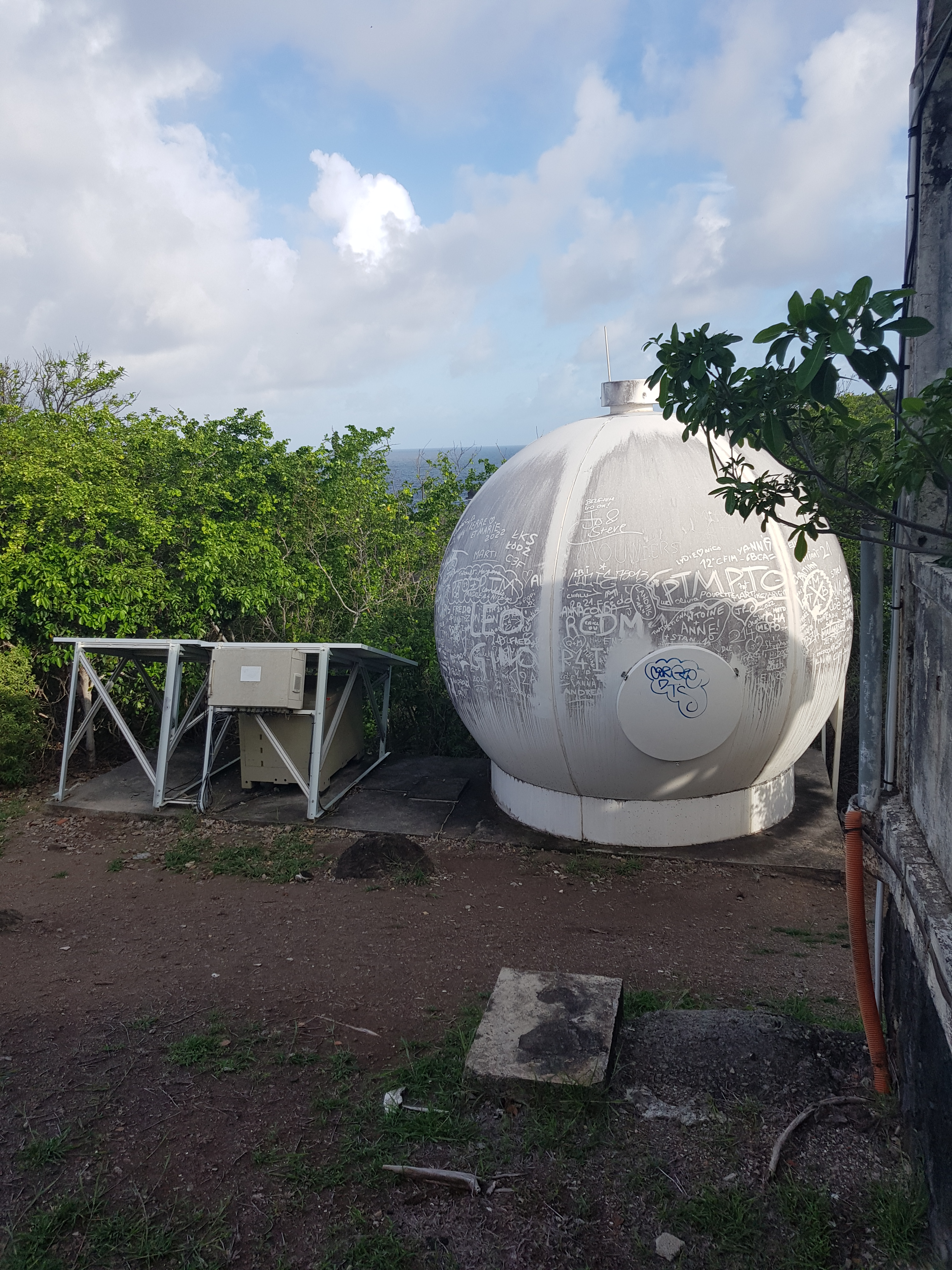
Capteurs sismiques.
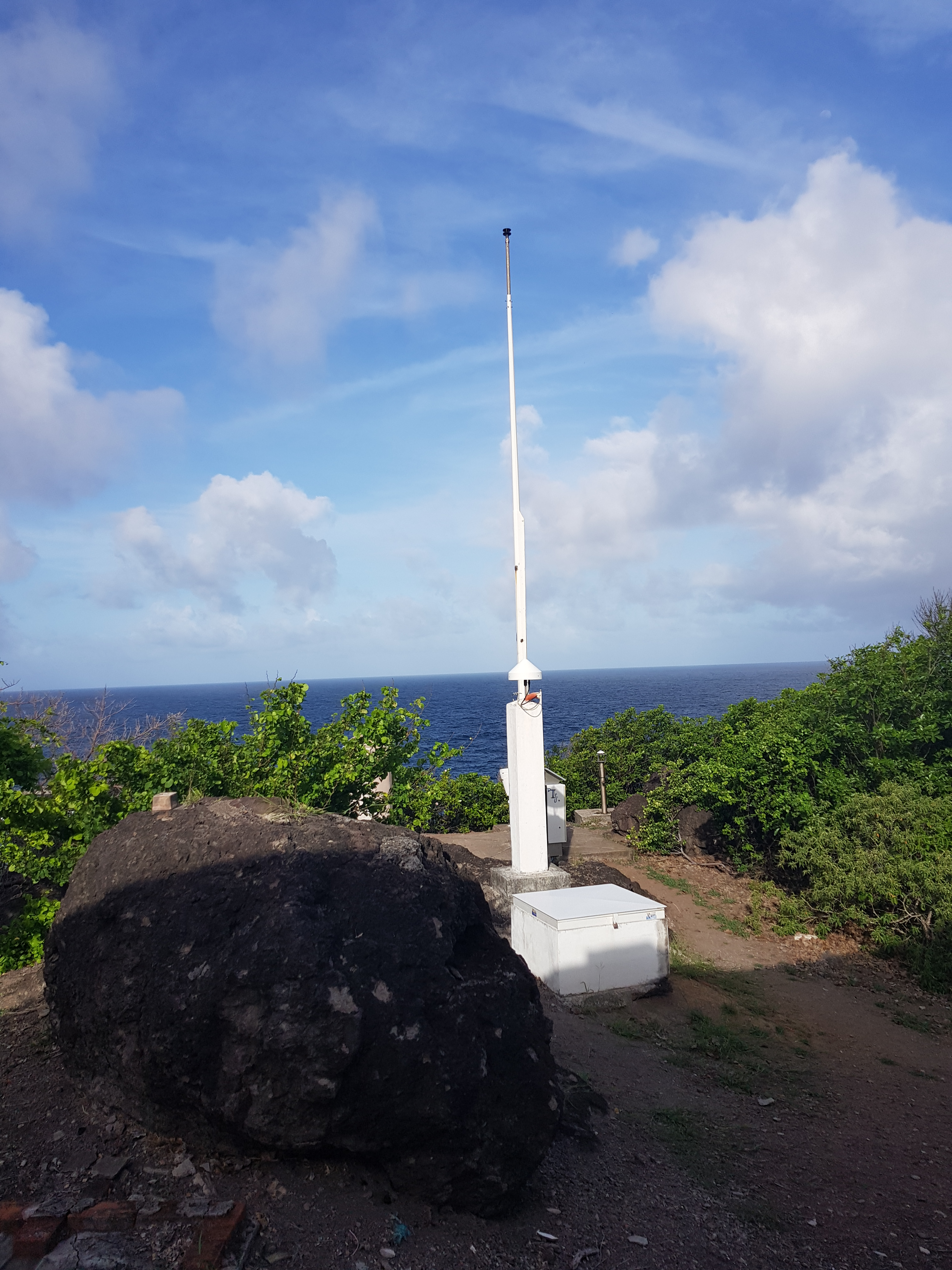
Autre appareil de mesure.
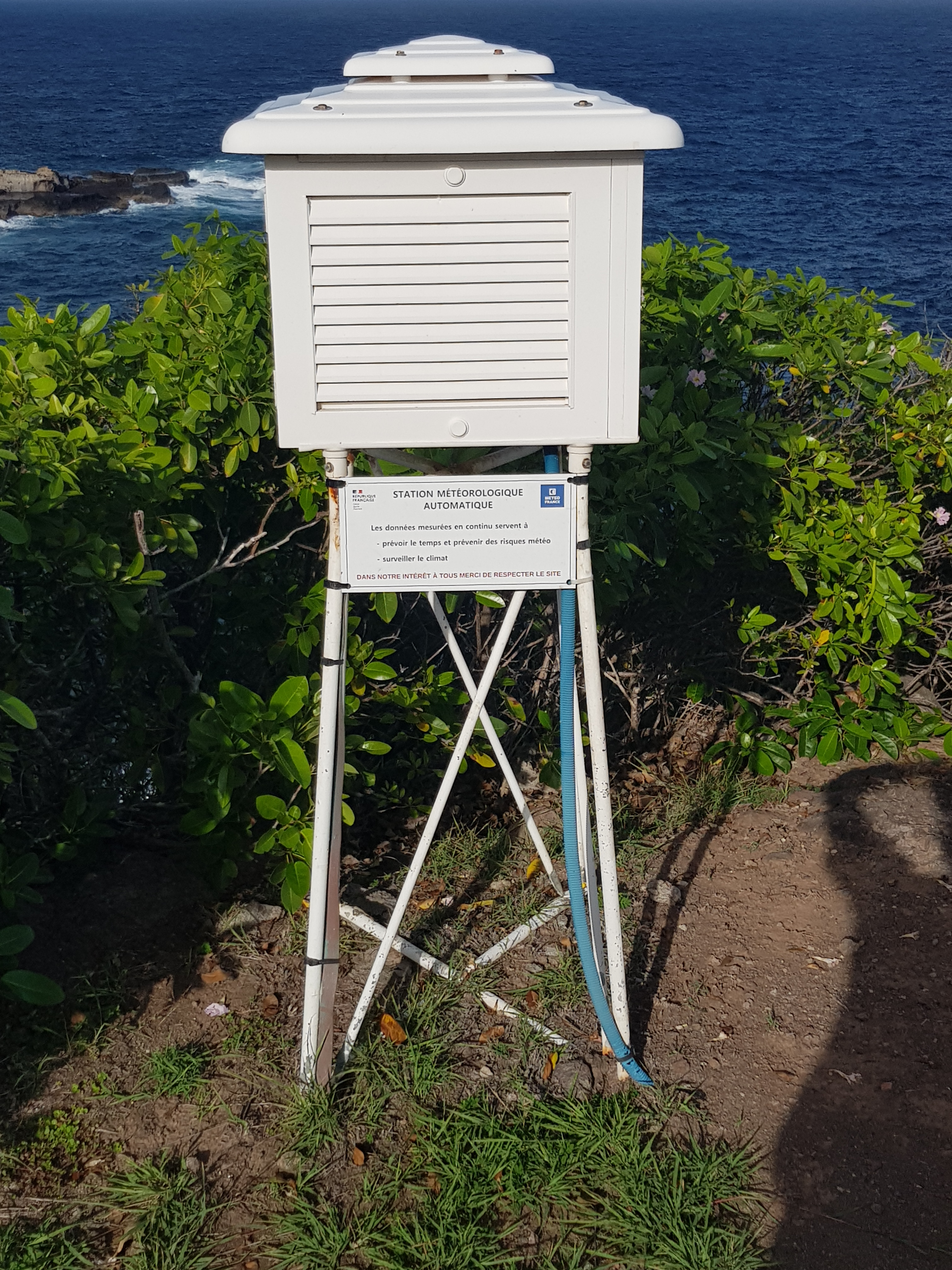
Abri Stevenson.
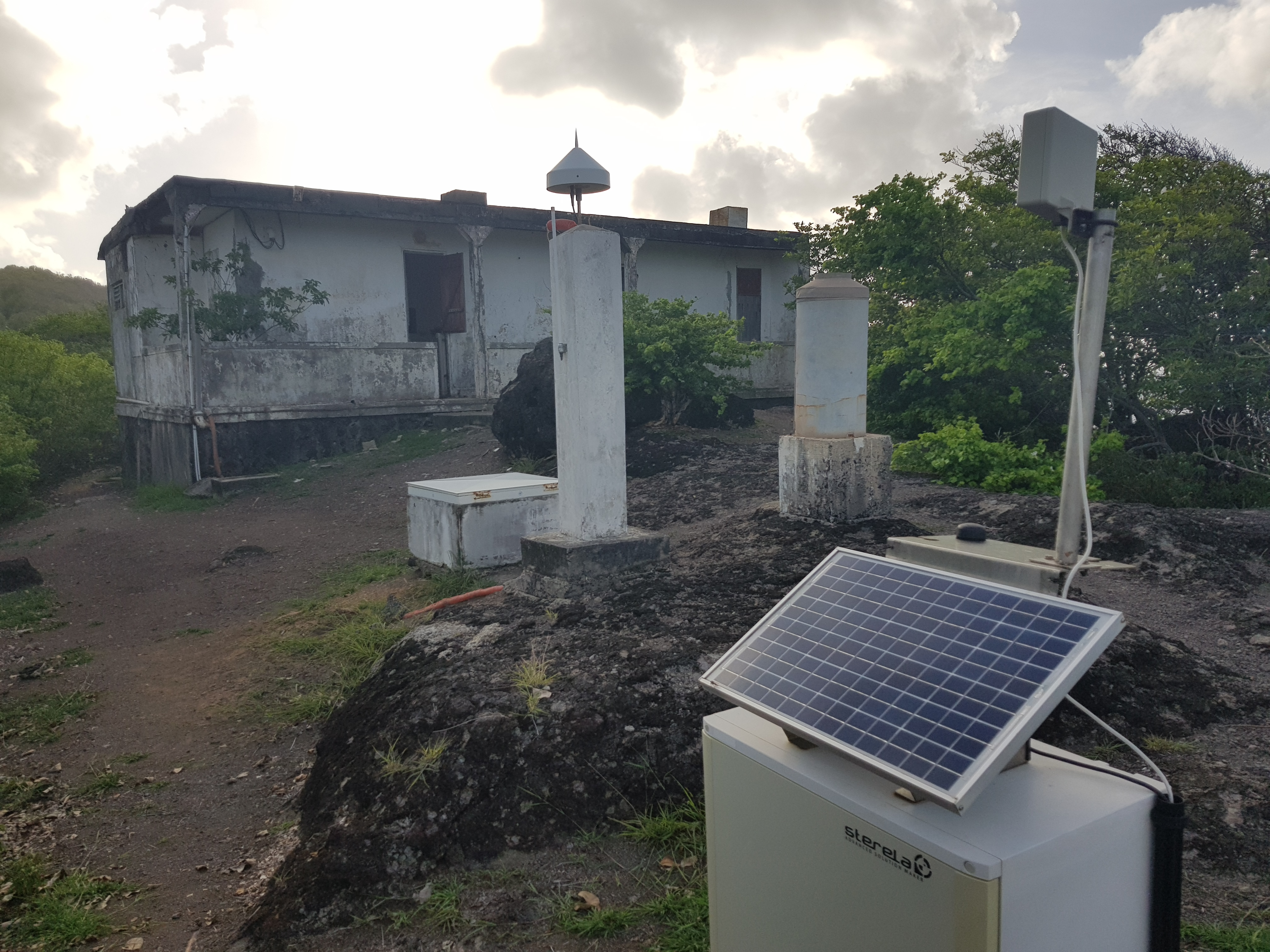
Vue d'ensemble.